# 正義党 (モルディブ)
正義党（せいぎとう、Adhaalath Party）は、モルディブの政党。保守的なイスラム主義政党と目されている。現党首はシェイク・イムラン・アブドゥラ。略称はAP。

## 概要
当時のマウムーン・アブドル・ガユーム大統領が民主化へと舵を切った2005年に、正義党は「イスラム主義政党」として創設された。2005年、2009年の国民議会選挙では議席を獲得できなかったものの、そのイスラム主義的主張がモルディブ社会に影響力を及ぼしていく。
2008年、モルディブ民主党（MDP）のモハメド・ナシードが、大統領選の決選投票でモルディブ人民党（DRP）のガユームを破り当選した。この際には、正義党が他政党と共に決選投票でナシード支持に転じている。しかしイスラム主義を重視する正義党は、各種改革を推進するナシードとMDPを「非宗教的」とみなし、次第にこれに反対する立場をとるようになる。2011年12月、正義党は「イスラムを防衛せよ」とのスローガンで反ナシード運動を開始し、翌2012年2月にナシードを失脚に至らしめる上で大きな役割を果たした。
ナシードの後任としてモハメド・ワヒード・ハサンが大統領となると、MDP以外の政党が連立与党を構成することになり、国民議会議席を有していなかったものの、正義党も政権支持を表明した。2013年大統領選挙において、正義党は共和党（JP）のガーシム・イブラヒム候補を支持した。ガーシムが第1ラウンドで3位敗退すると、共和党と共にモルディブ進歩党（PPM）のアブドゥラ・ヤミーン候補を支持、決選投票でMDPのナシードを破ったヤミーンが当選した。
2014年3月の国民議会選挙で、正義党は1議席を獲得、悲願の国政進出を果たした。ヤミーン政権下での正義党は、当初閣外協力の立場をとった。しかし2015年2月に元防衛大臣のモハメド・ナジームが逮捕されたことをきっかけに、正義党はヤミーンへの反感を募らせ、翌月には反ヤミーンへの転向声明を発した。
同年5月1日、正義党は、前大統領のナシードやナジームの釈放を求める大規模な反政府デモに参加した。ヤミーン政権はこのデモを弾圧し、更に正義党党首のイムランまで逮捕した。イムランには2016年2月16日、懲役12年の判決が言い渡された。
2018年の大統領選挙でイブラヒム・モハメド・ソリが当選し、大統領に就任すると、連立内閣入りしたが、翌年の国民議会議員選挙では保持していた1議席を失った。

## 注
1. 1 2 3  ADHAALATH PARTYDHIVEHI SITTE（2015年7月15日閲覧）
2. ↑  Adhaalath Party withdraws support for President YameenMINIVIAN
NEWS、2015年3月9日（2015年7月15日閲覧）
3. ↑  Govt. out of options: Adhaalath PartyCHANNEL NEWS MALDIVES、2015年5月2日（2015年7月15日閲覧）